# Chinese Basketball Association 2008-09
La Chinese Basketball Association 2008-09 fue la decimocuarta edición de la CBA, la primera división del baloncesto profesional de China. Los campeones fueron los Guangdong Southern Tigers, que lograba su segundo título consecutivo, quinto en total, derrotando en las finales a los Xinjiang Flying Tigers.
Los Tianjin Ronggang fueron promocionados a la CBA, después de que los propietarios de los equipos lo eligieran en votación por encima de los Qingdao DoubleStar y los Guangdong Fenglü. Quindao reemplazaría posteriormente a los Beijing Aoshen, que fue expulsado de la liga por no tener toda la documentación en regla.

## Política de jugadores extranjeros
Todos los equipos a excepción de los Bayi Rockets tenían la opción de contar con dos jugadores extranjeros. Los últimos cuatro de la temporada anterior (a excepción de Bayi) pudieron contratar además un jugador extra asiático.

## Temporada regular
| #  | Temporada 2008–09 de la CBA | Temporada 2008–09 de la CBA | Temporada 2008–09 de la CBA | Temporada 2008–09 de la CBA | Temporada 2008–09 de la CBA | Temporada 2008–09 de la CBA | Temporada 2008–09 de la CBA | Temporada 2008–09 de la CBA |
| #  | Equipo                      | G                           | P                           | %                           | PD                          | Casa                        | Fuera                       | Desempate                   |
| -- | --------------------------- | --------------------------- | --------------------------- | --------------------------- | --------------------------- | --------------------------- | --------------------------- | --------------------------- |
| 1  | Guangdong Southern Tigers   | 45                          | 5                           | .900                        | -                           | 24–1                        | 21–4                        |                             |
| 2  | Xinjiang Flying Tigers      | 44                          | 6                           | .880                        | 1                           | 24–1                        | 20–5                        |                             |
| 3  | Jiangsu Dragons             | 36                          | 14                          | .720                        | 9                           | 20–5                        | 16–9                        |                             |
| 4  | Shaanxi Kylins              | 30                          | 20                          | .600                        | 15                          | 21–4                        | 9–16                        |                             |
| 5  | Dongguan Leopards           | 29                          | 21                          | .580                        | 16                          | 18–7                        | 11–4                        | DG 3-1 FJ                   |
| 6  | Fujian Xunxing              | 29                          | 21                          | .580                        | 16                          | 20–5                        | 9–16                        | DG 3-1 FJ                   |
| 7  | Zhejiang Lions              | 28                          | 22                          | .560                        | 17                          | 16–9                        | 12–13                       |                             |
| 8  | Shandong Lions              | 27                          | 23                          | .540                        | 18                          | 16–9                        | 11–14                       | SD 2-2(417-400) BJ          |
|    |                             |                             |                             |                             |                             |                             |                             | SD 2-2(417-400) BJ          |
| 9  | Beijing Ducks               | 27                          | 23                          | .540                        | 18                          | 17–8                        | 10–15                       | SD 2-2(417-400) BJ          |
| 10 | Shanxi Zhongyu              | 26                          | 24                          | .520                        | 19                          | 15–10                       | 11–14                       |                             |
| 11 | Bayi Rockets                | 25                          | 25                          | .500                        | 20                          | 14–11                       | 11–14                       |                             |
| 12 | Liaoning Dinosaurs          | 24                          | 26                          | .480                        | 21                          | 11–14                       | 13–12                       |                             |
| 13 | Jilin Northeast Tigers      | 23                          | 27                          | .460                        | 22                          | 13–12                       | 10–15                       |                             |
| 14 | Zhejiang Whirlwinds         | 19                          | 31                          | .380                        | 26                          | 13–12                       | 6–19                        |                             |
| 15 | Qingdao DoubleStar          | 13                          | 37                          | .260                        | 32                          | 10–15                       | 3–22                        | QD 2-2(361-358) TJ          |
| 16 | Tianjin Ronggang            | 13                          | 37                          | .260                        | 32                          | 8–17                        | 5–20                        | QD 2-2(361-358) TJ          |
| 17 | Shanghai Sharks             | 6                           | 44                          | .120                        | 39                          | 5–20                        | 1–24                        | SH 2-2(436-406) YN          |
| 18 | Yunnan Bulls                | 6                           | 44                          | .120                        | 39                          | 6-19                        | 0–25                        | SH 2-2(436-406) YN          |

|  | Los 8 primeros acceden a los Playoffs |

## Playoffs
|  | Cuartos de final | Cuartos de final          | Cuartos de final |                        |   | Semifinales               | Semifinales   | Semifinales   |  |   | Finales                   | Finales       | Finales       |  |
|  | Al mejor de 5    | Al mejor de 5             | Al mejor de 5    |                        |   | Al mejor de 5             | Al mejor de 5 | Al mejor de 5 |  |   | Al mejor de 7             | Al mejor de 7 | Al mejor de 7 |  |
|  |                  |                           |                  |                        |   |                           |               |               |  |   |                           |               |               |  |
|  |                  |                           |                  |                        |   |                           |               |               |  |   |                           |               |               |  |
|  | 1                | Guangdong Southern Tigers | 3                |                        |   |                           |               |               |  |   |                           |               |               |  |
|  | 1                | Guangdong Southern Tigers | 3                |                        |   |                           |               |               |  |   |                           |               |               |  |
|  | 8                | Shandong Lions            | 0                |                        |   |                           |               |               |  |   |                           |               |               |  |
|  | 8                | Shandong Lions            | 0                |                        | 1 | Guangdong Southern Tigers | 3             |               |  |   |                           |               |               |  |
|  |                  |                           |                  |                        | 1 | Guangdong Southern Tigers | 3             |               |  |   |                           |               |               |  |
|  |                  |                           | 5                | Dongguan Leopards      | 0 |                           |               |               |  |   |                           |               |               |  |
|  | 4                | Shaanxi Kylins            | 5                | Dongguan Leopards      | 0 | 0                         |               |               |  |   |                           |               |               |  |
|  | 4                | Shaanxi Kylins            |                  |                        |   |                           |               |               |  |   |                           |               |               |  |
|  | 5                | Dongguan Leopards         | 3                |                        |   |                           |               |               |  |   |                           |               |               |  |
|  | 5                | Dongguan Leopards         | 3                |                        |   |                           |               |               |  | 1 | Guangdong Southern Tigers | 4             |               |  |
|  |                  |                           |                  |                        |   |                           |               |               |  | 1 | Guangdong Southern Tigers | 4             |               |  |
|  |                  |                           | 2                | Xinjiang Flying Tigers | 1 |                           |               |               |  |   |                           |               |               |  |
|  | 3                | Jiangsu Dragons           | 2                | Xinjiang Flying Tigers | 1 | 3                         |               |               |  |   |                           |               |               |  |
|  | 3                | Jiangsu Dragons           |                  |                        |   |                           |               |               |  |   |                           |               |               |  |
|  | 6                | Fujian Xunxing            | 0                |                        |   |                           |               |               |  |   |                           |               |               |  |
|  | 6                | Fujian Xunxing            | 0                |                        | 3 | Jiangsu Dragons           | 1             |               |  |   |                           |               |               |  |
|  |                  |                           |                  |                        | 3 | Jiangsu Dragons           | 1             |               |  |   |                           |               |               |  |
|  |                  |                           | 2                | Xinjiang Flying Tigers | 3 |                           |               |               |  |   |                           |               |               |  |
|  | 2                | Xinjiang Flying Tigers    | 2                | Xinjiang Flying Tigers | 3 | 3                         |               |               |  |   |                           |               |               |  |
|  | 2                | Xinjiang Flying Tigers    |                  |                        |   |                           |               |               |  |   |                           |               |               |  |
|  | 7                | Zhejiang Lions            | 0                |                        |   |                           |               |               |  |   |                           |               |               |  |
|  | 7                | Zhejiang Lions            | 0                |                        |   |                           |               |               |  |   |                           |               |               |  |
|  |                  |                           |                  |                        |   |                           |               |               |  |   |                           |               |               |  |